# Saison 12 de Chicago PD
 (juin 2024).
Si vous disposez d'ouvrages ou d'articles de référence ou si vous connaissez des sites web de qualité traitant du thème abordé ici, merci de compléter l'article en donnant les références utiles à sa vérifiabilité et en les liant à la section « Notes et références ».
Chronologie
Saison 11
Cet article présente le guide des épisodes de la douzième saison de la série télévisée américaine Chicago PD.

## Distribution

### Acteurs principaux
- Jason Beghe (VF : Thierry Hancisse) : Sergent Henry « Hank » Voight
- Marina Squerciati (VF : Olivia Nicosia) : Détective Kim Burgess
- Patrick Flueger (VF : Sébastien Desjours) : Lieutenant Adam Ruzek
- LaRoyce Hawkins (VF : Daniel Lobé) : Lieutenant Kevin Atwater
- Benjamin Levy Aguilar (VF : Simon Koukissa-Barney) : Officier Dante Torres
- Amy Morton (VF : Françoise Vallon) : Sergent Trudy Platt
- Toya Turner : Officier Yara Page

### Acteurs récurrents
- Toya Turner : Kiana Cook[1] (épisodes 2 à 8)
- Sara Bues : Procureure adjointe Nina Chapman (épisodes 1 et 4)
- Shawn Hatosy : Député adjoint Charlie Reid (épisodes 1, 2, 6 et 8)

### Invités deChicago Fire
- Taylor Kinney (VF : Thomas Roditi) : Kelly Severide
- David Eigenberg (VF : Franck Capillery) : Christopher Herrmann
- Christian Stolte (VF : Paul Borne) : Randy « Mouch » McHolland
- Miranda Rae Mayo (VF : Charlotte Corréa) : Stella Kidd
- Dermot Mulroney : Dom Pascal

### Invités deChicago Med
- Steven Weber (VF : Constantin Pappas) : Dr. Dean Archer
- Luke Mitchell : Dr. Mitch Ripley
- Sarah Ramos : Dr. Caitlin Lenox
- Darren Barnet : Dr. John Frost
- Sharon Epatha Merkerson (VF : Virginie Emane) : Sharon Goodwin
- Oliver Platt (VF : Yann Guillemot) : Dr. Daniel Charles

## Liste des épisodes

### Épisode 1:Ten Ninety-Nine
- États-Unis /  Canada : 25 septembre 2024 sur NBC / Citytv

- États-Unis : 4,31 millions de téléspectateurs[2]

- Victoria Cartagena : Détective Emily Martel
- Brandon Gill : Rabbit
- Jeremiah Latrell Caldwell : Troy Patrick
- Ramon House : EJ Monroe
- Snag Flynn : Hype
- Jay Battles : Walter Tells
- Nicole Frier : Ambulancier #1
- William Jefferson Jr. : Jeune officier de patrouille
- Ira Carmichael : Officier de patrouille #1
- Jake Fallon : Officier de patrouille #2
- Isaly Viana : Officier de patrouille #3

### Épisode 2:Blood Bleeds Blue
- États-Unis /  Canada : 2 octobre 2024 sur NBC / Citytv

- États-Unis : 4,82 millions de téléspectateurs[3]

- Victoria Cartagena : Détective Emily Martel
- Hudson Paul : Nate Darrow
- Grant Feely : Paul Ballas
- Mike Geraghty : John Darrow
- Kara Rosella : Denise Parker
- Sam Boeck : Ed Strickland
- Zabdiel Pozos : Adolescent
- Ben Wilson : Officier McHenry
- Leanne Johnson : Officier Jenkins
- Chloe Mikala : Ambulancière
- Chantelly Johnson : Infirmière en traumatologie
- Eustace Allen : Voisin
- Terrease Rebecca Aiken : Detective
- Jeremiah OC Jahi : Lieutenant Dennis
- Khadijah Freeman : Officier 3
- Russ Panzarella : Piéton (non crédité)

### Épisode 3:Off Switch
- États-Unis /  Canada : 9 octobre 2024 sur NBC / Citytv

- États-Unis : 4,34 millions de téléspectateurs[4]

- Beth Malone : Diane Harrison
- Natalee Linez : Valeria Soto
- R.J.W. Mays : Roberta
- Anna Magoulas : Mme Morrison
- Ricardo Islas : Propriétaire
- Zach Bradley : Jackson Moore
- Cesar Jaime : Ambulancier
- Tanya Calderon : Ambulancière #2
- Nicole Frier : Ambulancière #3
- Shawn Bernal : Civil blessé

### Épisode 4:The After
- États-Unis /  Canada : 16 octobre 2024 sur NBC / Citytv

- États-Unis : 4,75 millions de téléspectateurs[5]

- Tara Westwood : Suzanne Hall
- Adrian Quiñonez : Mikey Gonzalez
- Matt Lasky : Kyle Hogan
- Torrey Hanson : Juge
- Elise Greene : Jamie Mackinson
- Courtney Latrice : Secrétaire
- Monique Horton : Docteure
- Catherine Aldana : Infirmière
- Charles Alex : Manager
- Iracema Natalie McCann : Propriétaire
- Jeff Zarinelli : Officier de patrouille #1
- Kevin Lingle : Officier de patrouille #2

### Épisode 5:Water and Honey
- États-Unis /  Canada : 23 octobre 2024 sur NBC / Citytv

- États-Unis : 4,77 millions de téléspectateurs[6]

- Vienna Weaver : Jess Marks
- Colleen Elizabeth Miller : Veronica Talsman
- Dave Hudson : Sergent John Montgomery
- Rita Wicks : Marion
- Anthony L. Williams : Avocat pour enfant
- Celeste M Cooper : Médecin légiste
- Randy Bernales : Garde
- Sara Lewis : Willow Hughes
- Sophia Bartolai : Sans-abri (non créditée)

### Épisode 6:Pawns
- États-Unis /  Canada : 6 novembre 2024 sur NBC / Citytv

- États-Unis : 4,45 millions de téléspectateurs[7]

- Elizabeth Rodriguez : Détective Suarez
- Ramona Edith Williams : Makayla Ward
- Mariel Suarez : Maria Reyes
- John Lara : Jorge Reyes
- Arielle Carrera : Julia Tobias
- Kris Flanagan : Officier de l'unité technique des preuves Mackbee
- Mary Mikva : Vieille femme
- Lisa Hodsoll : Officier Walton
- Luis Jose Lopez : Officier Rodriguez
- Rashun Carter : Officier Stratton
- Arturo De La Mesa : Voisin
- Evan Koons : Henry
- Diego Torrado : Propriétaire
- Lindsay Weisberg : Ambulancière
- Steve Bayorgeon : Homme au T-shirt blanc #1
- Jenin Gonzalez : Carlos Garza

### Épisode 7:Contrition
- États-Unis /  Canada : 13 novembre 2024 sur NBC / Citytv

- États-Unis : 4,34 millions de téléspectateurs[8]

- Yara Martinez : Gloria Perez
- Jeremiah Bitsui : Hector Lozano
- Manuel Uriza : Père Avila
- Christopher Diaz : Pedro Campos
- Molly Hernández : Nora Canto
- Jose Martinez-Chavarria : Jose Canto
- Mario Temes : Roberto « Beto » Rivas
- Ana Maria Alvarez : Manager du magasin
- Franchesca Fojas : Infirmière
- Soleil Pérez : Serveur
- Julia Northover : Cliente
- Ricky J. Rudolph Sr. : Détective Juan Soreno

### Épisode 8:Penance
- États-Unis /  Canada : 20 novembre 2024 sur NBC / Citytv

- États-Unis : 4.36 millions de téléspectateurs[9]

- Yara Martinez : Gloria Perez
- Jeremiah Bitsui : Hector Lozano
- Christopher Diaz : Pedro Campos
- Soleil Pérez : Serveur
- Andrew Tamez-Hull : Propriétaire
- Roberto Garcia : Garde #1
- Chris McClure : Officier de patrouille #1

### Épisode 9:Friends and Family
- États-Unis /  Canada : 8 janvier 2025 sur NBC / Citytv

- États-Unis : 4.73 millions de téléspectateurs[10]

- Marie-Françoise Theodore : Patricia Dixon
- Connor Weil : John Knight
- Brian P. Weddington : William Cook
- Cameron Lee Price : Travis Miller
- Jordan Whalen : Gregory Miller
- Lauren Blakeman : la jeune femme
- Marina Koyen : Cara Miller
- Mark Gorham : le portier
- Courtney Rioux : Ambulancière Courtney
- Camilla Susser : le médecien de traumatologie
- Daniel Joseph Ford : le pompier #1

### Épisode 10:Zoe
- États-Unis /  Canada : 22 janvier 2025 sur NBC / Citytv

- États-Unis : 4.86 millions de téléspectateurs[11]

- Ramona Edith Williams : Makayla Ward
- Michael Abbott Jr. : Jack Weiland
- Annabelle Toomey : Zoe Cassidy
- Erica Cruz Hernández : Sandy
- David A. Ferrie : Carl
- Mike Wolfe : le propriétaire
- Lauren Slone : une technicienne médico-légale
- Dylan Cruz : un technicien
- Jon Spight : le policier de patrouille #1
- Robb Zbacnik : l'employé #1

### Épisode 11:In the Trenches: Part III
- États-Unis /  Canada : 29 janvier 2025 sur NBC / Citytv

- États-Unis : 6.39 millions de téléspectateurs[12]

- Nate Corddry : Thomas Milken
- Jennifer Regan : Lauren Bates
- Antonella Rose : Ellie Simshaw
- Danny Fischer : Duffy
- Nick Fondulis : David Mossberg
- Chloe Jo Rountree : Becca
- Ian Foreman : Jacob
- Jason E. Kelley : Cory
- Erik Odom : Marcus
- Nathan Reid : Justin Simshaw
- Aila Peck : Jane Doe / Margret Simshaw
- Catherine Collier : Meg
- Justin Mane : Ray Gorman
- Charles Stransky : Cy
- Raquel Davies : Esme
- Colin Sphar : Scott
- Erica Lynn Castillo : Ambulancière

### Épisode 12:The Good Shepherd
- États-Unis /  Canada : 5 février 2025 sur NBC / Citytv

- États-Unis : 4.47 millions de téléspectateurs[13]

- Manuel Uriza : le Père Avila
- Delaney Williams : Directeur Jay Scott
- Dylan Saunders : Commandant Theo Collins
- Michael Garza : Art Cervantes
- Daniel Taveras : Tommy Lopez
- James Jelkin : Gary Wozniak
- Mark Hayes : Commandant  Ryan Gerald
- Antonio Ciano : Commandant  Flores
- Sara Cozolino : Mme Collins
- CJ Parson : Soldat #1
- Melinda Nanovsky : Soldat #2
- Rene Castillo : Garde #1
- Justin Turner : Garde #2

### Épisode 13:Street Jesus
- États-Unis /  Canada : 19 février 2025 sur NBC / Citytv

- États-Unis : 4.68 millions de téléspectateurs[14]

- Natalee Linez : Valeria Soto
- Keston John : Marcus « Hype » Daniels
- Bernard Gilbert : Luther Ward
- Juwan Lockett : Wendell Tillman
- Marquis Sewell : Isaiah
- Loren Walls : CeCe
- Alia Shakira : Angel Freeze
- Rosemary McClendon : Spectatrice #1
- Aundria TraNay : Spectatrice #2
- Davion King : Homme #1
- Rickson Romero : Homme #2
- Jazzy Rush : Officier de patrouille

### Épisode 14:Marie
- États-Unis /  Canada : 26 février 2025 sur NBC / Citytv

- États-Unis : 4.60 millions de téléspectateurs[15]

- Jack Coleman : Bob Ruzek
- Ramona Edith Williams : Makayla Ward
- Eric Sheffer Stevens : Thomas Cronin
- Annabelle Toomey : Zoe Cassidy
- Sarah Charipar : Amy Pappas
- Erica Cruz Hernández : Sandy Parsons
- Jesse Bob Harper : Johnny
- Jeff A. Smith : le clinicien
- Hilary Williams : Luna Sutter
- Justine C. Turner : Manager
- Kimberlee Connor : le voisin
- CJ Richmond : le réparateur
- Lisa Margolin : le chirurgien
- Jessica M. Legrair : Officier de patrouille Cartea
- Nick McDowell : Officier de patrouille #1
- Erika Degraffinreaidt : la nurse
- Robert Breuler : le vieil homme
- Kat Hawkins : Femme #1
- Lori Langvis : Femme #2

### Épisode 15:Greater Good
- États-Unis /  Canada : 5 mars 2025 sur NBC / Citytv